# Гайле Гойтом
Гайле Гойтом (англ. Haile Goitom, нар. 15 січня 1986) — еритрійський футболіст, що грав на позиції півзахисника. Виступав, зокрема, за клуби «Ред Сі» та «Аль-Аглі» (Атбара), а також національну збірну Еритреї.

## Клубна кар'єра
У дорослому футболі дебютував 2002 року виступами за команду «Ред Сі», в якій провів п'ять сезонів. 
Своєю грою за цю команду привернув увагу представників тренерського штабу клубу «Аль-Мергані», до складу якого приєднався 2007 року. Відіграв за команду наступні два сезони своєї ігрової кар'єри. 2010 року уклав контракт з клубом «Аль-Марада», у складі якого провів наступні два роки своєї кар'єри гравця. 
2013 року перейшов до клубу «Аль-Ахлі» (Атбара), за який відіграв 2 сезони.  Завершив професійну кар'єру футболіста виступами за команду «Аль-Ахлі» (Атбара) у 2015 році.

## Виступи за збірну
Дебютував у футболці національної збірної Еритреї 11 листопада 2011 року в нічийному (1:1) поєдинку кваліфікації чемпіонату світу 2006 року в поєдинку проти Руанди. Протягом кар'єри у національній команді, яка тривала 11 років, провів у її формі 7 матчів.